# فلورونیک من
فلورونیک من (به انگلیسی: Floronic Man) با نام اصلی جیسون وودرو، که همچنین تحت نام‌های استاد گیاه، فلورو و سیدر شناخته می‌شود، یک شخصیت خیالی ابرشرور در کتاب‌های کامیک آمریکایی منتشر شده توسط دی‌سی کامیکس است. دکتر جیسون وودرو موجودی دورگه انسان/گیاه است که خواستار نابودی تمامی حیات جانوری است. او به عنوان یکی از دشمنان شخصیت‌های اتم و سوامپ تینگ محسوب می‌شود. این شخصیت به عنوان دکتر وودرو و دشمن شخصیت ریموند پالمر/اتم توسط گاردنر فاکس و گیل کین خلق شده‌است؛ که نخستین بار در شمارهٔ ۱ از اتم (ژوئن-ژوئیه ۱۹۶۲) حضور پیدا کرد.
کوین دورند نقش جیسون وودرو را در مجموعه تلویزیونی سوامپ تینگ (۲۰۱۹) ایفا کرده‌است.